# Hercule Nicolet
Louis Ami Hercule Nicolet (* 18. Januar 1801 in La Ferrière BE; † 16. September 1872 in Versailles) war ein Schweizer Entomologe, Illustrator und Arachnologe.

## Leben

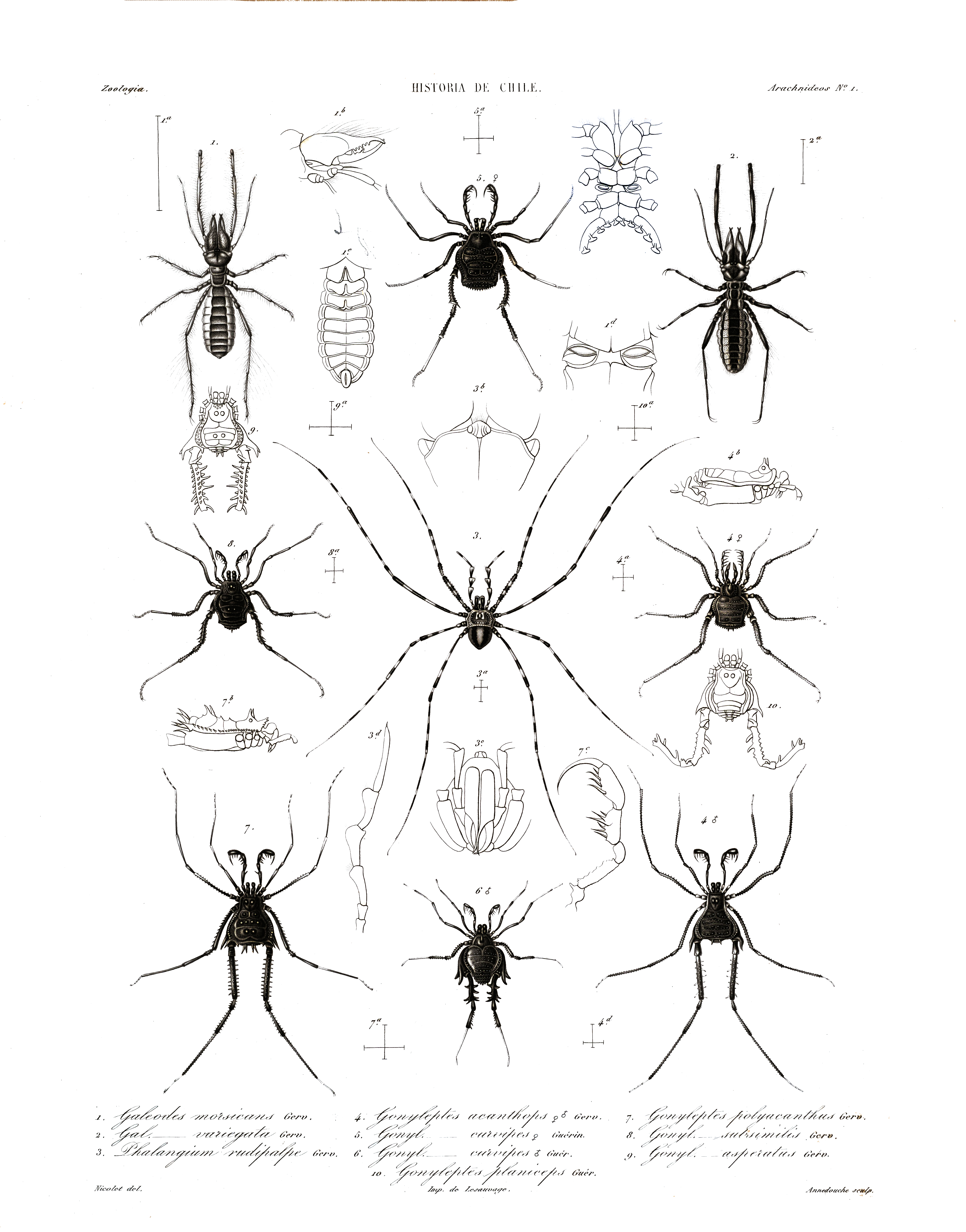
Lithographie einiger Spinnen von Hercule Nicolet

Er war der Sohn des Lithographen Bénédict-Alphonse Nicolet (1743–1807), der mit Jean Coulin eine Lithographen-Werkstatt hatte (Nicolet et Coulin). Hercule Nicolet wurde ebenfalls Lithograph und ging 1835 nach Paris.
Er heiratete 1837 und eröffnete eine Lithographie-Werkstatt in Neuchâtel. Dort druckte er unter anderem für den Naturforscher Louis Agassiz. 1843 liess er sich scheiden und erhielt das Sorgerecht über seine zwei Söhne. Er zog nach Paris, schlug sich mit kleineren Arbeiten durch und wurde Konservator am Institut national agronomique in Versailles bis zu dessen Auflösung 1852. Im selben Jahr heiratete er erneut und aus der Ehe gingen ein Sohn und eine Tochter hervor. Danach folgte wieder eine Zeit der Entbehrung, bis er 1861 Bibliothekar an der Ecole vétérinaire de Maisons Alfort wurde. Zuletzt beendete der Deutsch-Französische Krieg seine Anstellung als Bibliothekar und zunehmende Arthritis machten ihm das Arbeiten als Lithograph unmöglich. Er liegt auf dem Friedhof von Saint-Maurice begraben.
Sein Spezialgebiet waren Zottenschwänze und Springschwänze, er publizierte aber auch ein Werk über die Spinnen Chiles, in dem er 297 Arten beschrieb, bis auf 4 alle neu und grösstenteils heute noch valide. Nach Cuevas, der seine Biographie erforschte, war er jedoch nie in Chile.

## Mitgliedschaften
1842 wurde Nicolet von Félix Édouard Guérin-Méneville als Mitglied Nummer 268 der Société Cuvierienne vorgestellt.

## Schriften
- Recherches pour servir a l’histoire des Podurelles, Nouv. Mém. Soc. Helvet. Sci. Nat., 6, Neuchâtel, Imprimerie de Petipierre 1841, S. 1–88
- Aracnidos, in: Claude Gay, Historia fisica y politica de Chile, Band 3, Paris: Thunot 1849
- Histoire naturelle des Acariens qui se trouvent aux environs de Paris, Arch. du Muséum., VII, 1855, S. 385–482
- Essai sur une classification des insectes aptères, de l'ordre des Thysanoures, Annales de la Société Entomologique de France, 2e Série, Band 5, 1847, S. 335–395